# The Journal of a Tour to the Hebrides

The Journal of a Tour to the Hebrides with Samuel Johnson, LL.D. (Journal d'un voyage aux îles Hébrides avec Samuel Johnson, docteur en droit) est un récit de voyage de l'Écossais James Boswell, publié pour la première fois en 1785.

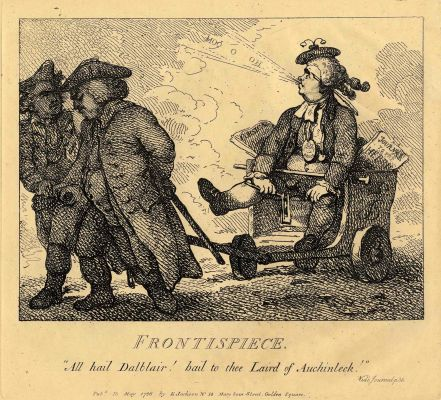
Caricature dans l'édition de 1786 de The Journal of a Tour to the Hebrides

En 1773, James Boswell convainc son ami anglais Samuel Johnson de l'accompagner dans un voyage à travers les Highlands ainsi que dans les îles occidentales de l'Écosse. Samuel est alors âgé d'une bonne soixantaine d'années, et bien connu pour ses ouvrages littéraires et son Dictionnaire de la langue anglaise. Les deux voyageurs partent d'Édimbourg et longent les côtes orientales et septentrionales de l'Écosse, en passant par St Andrews, Aberdeen et Inverness. Puis ils pénètrent dans les Highlands et passent plusieurs semaines sur diverses îles des Hébrides, y compris l'île de Skye, Coll, et l'île de Mull. Après une visite à la propriété de Boswell à Auchinleck, les voyageurs s'en retournent à Édimbourg. Samuel Johnson publiera son propre récit de ce voyage, Journey to the Western Islands of Scotland, le 18 janvier 1775.